# Wybory samorządowe na Węgrzech w 2010 roku

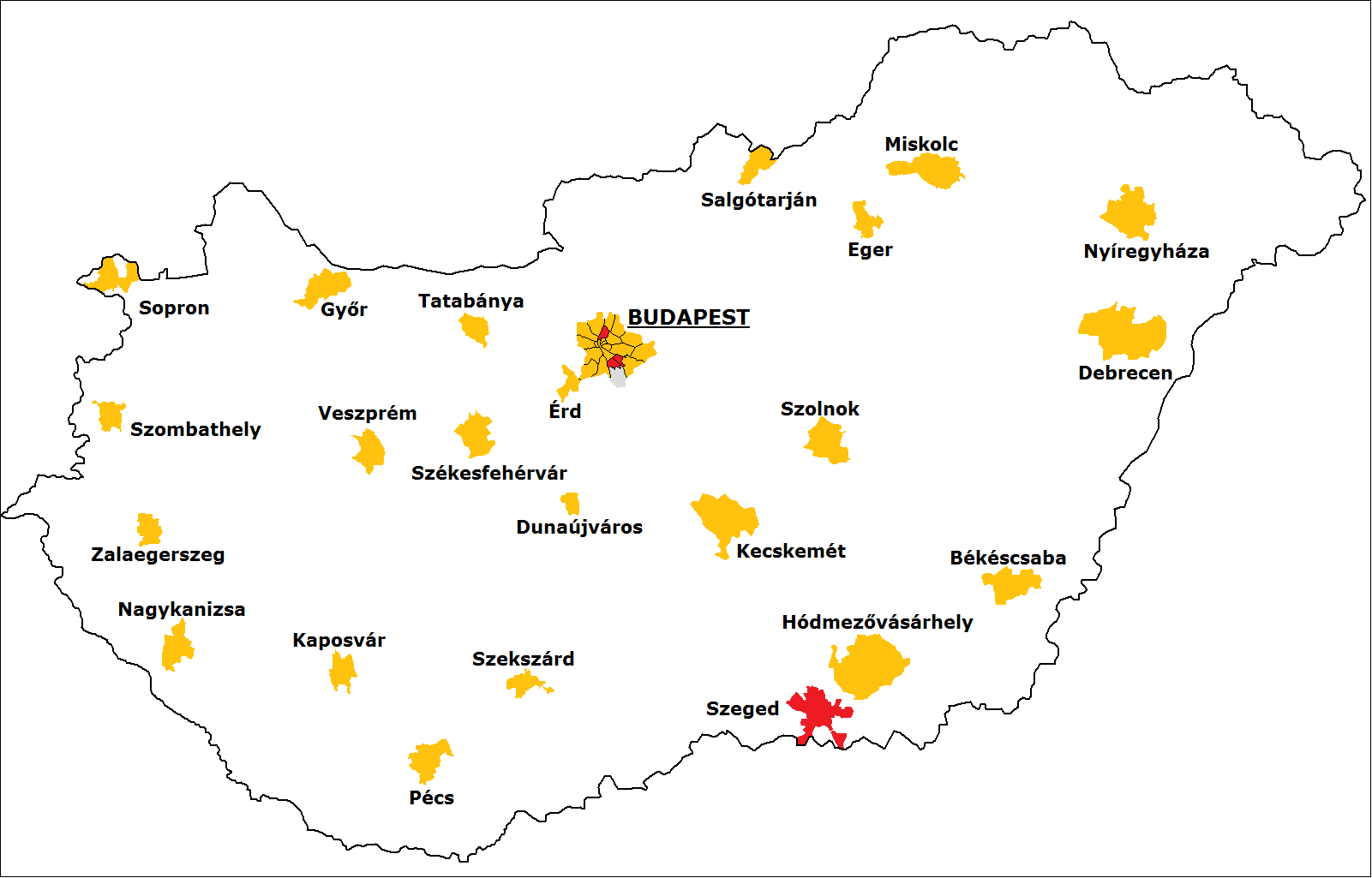
Mapa Węgier z zaznaczonymi 23 miastami na specjalnych prawach i dzielnicami Budapesztu. Kolor pomarańczowy – wygrana Fideszu, czerwony – MSZP.

Wybory samorządowe na Węgrzech w 2010 roku (węg. 2010-es magyarországi önkormányzati választások) odbyły się 3 października 2010. Były to szóste wybory lokalne na Węgrzech od czasu upadku komunizmu. 11 i 25 kwietnia odbyły się wybory parlamentarne, w których supremację uzyskał Fidesz. 

## Historia
Wybory zostały rozpisane przez prezydenta 15 lipca 2010. Były to już drugie z rzędu wybory samorządowe wygrane przez centroprawicę. Jak powiedział Viktor Orbán zwycięstwo [Fideszu] to zamyka rozpoczętą w 1990 roku upadkiem komunizmu zmianę systemu – wtedy zdecydowaliśmy, jak nie chcemy żyć. Dziś krocząc drogą obraną w kwietniu zdecydowaliśmy, jak żyć chcemy. 
We wszystkich 19 komitatach wybory wygrał Fidesz, podobnie jak w prawie wszystkich większych miastach, w stolicy Budapeszcie i większości jego dzielnic. Socjaliści zdołali jedynie odnieść sukces w tradycyjnie lewicowym Szegedynie. Nacjonalistyczny Jobbik uzyskał z kolei dobry wynik w północnowschodnich regionach Węgier, wygrywając m.in. w Tiszavasvári, gdzie kandydat Jobbiku Erik Fülöp został burmistrzem. Frekwencja wyniosła 46,67% – o siedem punktów mniej niż w 2006 roku. Fidesz uzyskał 596 z 649 stanowisk burmistrzów i przewodniczących rad gmin,największa opozycyjna siła Węgierska Partia Socjalistyczna – 49 a Ruch na rzecz Lepszych Węgier - 3. Na partię Viktora Orbana padło 58% głosów, na niezależnych kandydatów – 17%, na socjalistów – 11%, na Jobbik - 5%, zaś na ugrupowanie Polityka Może Być Inna (LMP) – 1,3%. 
Fidesz wygrał również wybory w tradycyjnie sprzyjającej socjalistom i liberałom stolicy. W radzie miejskiej ugrupowanie Orbana będzie reprezentowane przez 17 radnych, MSZP – 10, zaś Jobbik i LMP przez 3. István Tarlós z Fideszu wygrał wybory na burmistrza z przewagą 53,37% głosów (jego konkurent Csaba Horváth uzyskał 29,47%, wystawiony przez LMP Benedek Jávor – 9,89%, zaś niezależny Gábor Staudt – 7,27%). Spośród 23 dzielnic Budapesztu kandydaci Fideszu uzyskali 19 stanowisk burmistrzów, MSZP – 3 (XIII, XIX i XX dzielnica), niezależni – 1 (XXIII dzielnica).